# Московский собор (1689)
Московский собор 1689 года — поместный собор Русской церкви во главе с патриархом Иоакимом, созванный в декабре 1689 года.

## Предыстория собора

### Разница текста литургий греческих и латинских обрядов
Все древние тексты греческих литургий восточного обряда: Василия Великого и Иоанна Златоуста, Иакова брата Господня имеют общее существенное отличие от текста литургий латинских западных обрядов. В тексте эпиклезы западного обряда слова:
- Священник же молится: «Еще приносим Ти словесную сию и безкровную службу, и просим, и молим, и мили ся деем, низпосли Духа Твоего Святаго на ны, и на предлежащия Дары Сия. Господи, иже Пресвятаго Твоего Духа в третий час Апостолом Твоим низпославый, Того, Благий, не отими от нас, но обнови нас, молящих Ти ся.»
- Диакон стих: «Сердце чисто созижди во мне, Боже, и дух прав обнови во утробе моей.» * Диакон стих: «Не отвержи мене от лица Твоего, и Духа Твоего Святаго не отими от мене.»
- И паки священник: "Господи, иже Пресвятаго Твоего Духа: "
- Таже диакон, показуя орарем святый хлеб, глаголет тихим гласом: «Благослови, владыко, святый хлеб.»
- Священник же восклонився, знаменует святый хлеб, глаголя: «И сотвори убо хлеб сей Честное Тело Христа Твоего.»
- Диакон: «Аминь. Благослови, владыко, святую Чашу».
- И священник благословляя глаголет: «А еже в Чаши Сей, честную Кровь Христа Твоего».
- Диакон: «Аминь. Благослови, владыко, обоя».
- Священник же, благословляя обоя Святая, глаголет: «Преложив Духом Твоим Святым»[1].

— отсутствуют.
По этой причине и существует различие в Католичестве и Православии в учении о времени преложения хлеба и вина в Тело и Кровь Христа во время литургии. Согласно католическому учению преложение даров происходит во время литургии, когда священник повторяет слова Спасителя из Евангелия: «Приимите ядите…». А согласно православному учению преложение происходит во время вышеназванных слов.
Учение о времени преложения даров в греческих литургиях изложено в общеобязательном и общецерковном для Православной Церкви 91 правиле Василия Великого:
«Слова призывания при преложении хлеба евхаристии и чаши благословения, кто из святых оставил нам письменно? Ибо мы не довольствуемся теми словами, о коих упомянул апостол или евангелие, но и прежде и после оных произносим и другия, как имеющия великую силу в таинстве, приняв их от неписанаго учения.»
Учение о времени преложения даров закреплено соборно в католичестве в документе Флорентйского собора.

### Малороссийское духовное образование
В конце XVI и в начале XVII века собственные православные высшие и средние духовные учебные заведения отсутствовали в Малороссии по причине постоянных гонений со стороны государственного католичества на православие. Из-за этого крещенные в Православной Церкви шли учиться в католические учебные заведения, даже для этой цели переходя порой в католичество, а затем после обучения возвращаясь в Православие. В этих учебных заведениях учившиеся перенимали католические учения: непорочное зачатие Девы Марии, учение о неизгладимой печати священства, учение о времени преложения святых даров, учение только о семи таинствах (не больше, не меньше) в Церкви, учение о том, что любой человек (а не только священник) может крестить, учение о наличии апостольского преемства вне Церкви, учение о равночестности и безразличии погружательного и обливательного крещения и т. п. Все вышеназванные учения не являются православными, но они сначала прижились, а затем распространялись и преподавались в православных учебных заведениях в Малороссии, начиная с главного учебного заведения — Киево-Могилянской коллегии . Эти учения проникали и в книги, которые печатали в Малоросии.

С 1654 года началось присоединение Левобережной Украины к России. Началось и постепенное вхождение Киевской митрополии в состав Московской патриархии, закончившееся к 1686 году. В Москву приехали многие духовные лица, получившие образование в малороссийских учебных заведениях. Неправославные взгляды последних неизбежно должны были войти в конфликт с православными взглядами местного населения.

### Споры XVII века о времени преложения святых даров
Вопрос о времени преложения святых даров впервые возник в середине XVII века среди многочисленных вопросов между Симеоном Полоцким и протопопом Никитою. Симеон излагал в своей книге «Жезл правления» («13 возобличение»), написанной в 1667 году, именно западный, а не православный взгляд на время преложения даров в греческой литургии в отличие от Никиты. Поскольку главным объектом спора между Симеоном и Никитой был вопрос о обрядах, то спор о времени преложения не получил развития. Симеон при своей жизни имел могущественного покровителя в лице царя, он был придворным астрологом и воспитателем царских детей, поэтому никто не мог вступить с ним в открытую полемику по любым вопросам.

Продолжение решения этого вопроса получило уже после смерти Симеона, когда у ученика Симеона — Сильвестра Медведева не было могущественных покровителей.

Сильвестр Медведев написал книгу под названием «Манна», в которой изложил западный взгляд на время преложения Даров. В 1685 году в Москву приехали братья Лихуды для организации преподавания в Типографской школе (Славяно-греко-латинской академии).
Они прочитали сочинение Сильвестра, и написали собственное сочинение-опровержение против книги Медведева: «Акось, или врачевание, противополагаемое ядовитым угрызениям змиевым». В этом сочинении Лихуды доказывали, что, по учению православной церкви, одного произнесения Христовых слов недостаточно для такого великого действия, и Святые Дары прилагаются в момент последующего затем призывания Духа и произнесения слов: «Преложи я Духом Твоим Святым». После этих двух сочинений открылась полемика по поводу вышеозначенного вопроса. Медведев и его сторонники пустили в ход сочинение киевского игумена Феодосия Сафоновича: «Выклад о церкви святой», и от себя написали «Тетрадь на Иоанникия и Софрония Лихудов». Монах Евфимий, ученик Славинецкого, присоединился к мнению Лихудов и написал против Медведева сочинение под названием «Неистовное Брехание». Затем Лихуды написали «Мечец Духовный», сочинение, в котором изложили в форме диалогов свой спор, происходивший во Львове с иезуитом Руткою, и о всех различиях между православною и римско-католическою церквами. Споры о времени преложения из монашеских келий перешли в мирские дома и даже на улицу. Люди, мало понимавшие суть богословских тонкостей, увлекались этим вопросом; торговцы, ремесленники и даже женщины стали спорить о времени преложения. Церкви грозил новый раскол. Патриарх Иоаким принял сторону Лихудов.

Патриарху было необходимо заставить малороссийское духовенство заявить со своей стороны голос в пользу Лихудов. Иоаким написал письма в связи с этим вопросом к киевскому митрополиту Гедеону и к Лазарю Барановичу. Малороссийские архиереи были этим вопросом поставлены в неловкое положение: в киевской коллегии давно уже учили о преложении по-католически так, как писал Медведев; в «Лифосе» Петра Могилы то же учение. Гедеон и Лазарь в начале уклонялись от прямого ответа, но патриарх пригрозил им собором и приговором четырёх прочих вселенских патриархов. Тогда оба архипастыря дали ответ в смысле учения, проповедуемого Лихудами.

Тогда патриарх принял меры против сторонников "хлебопоклонной ереси: Медведева расстриг из монашества, а священника Савву Долгаго изверг из священства. Затем патриарх собрал собор, который окончательно низложил «хлебопоклонную ересь».

## Участники собора
- Патриарх Московский Иоаким
- митрополит Казанский и Свияжский Адриан
- митрополит Сарский и Подонский Евфимий (Рылков)
- митрополит Нижегородский и Алатырский Павел
- архиепископ Холмогорский и Важеский Афанасий (Любимов)
- пречестные архимандриты, честные игумены, священнопротопресвитеры, весь священный клир.
- Симеон (бывший Сильвестр) Медведев и Савва Долгаго — в качестве подсудимых.

## Соборные решения
Медведев, уже расстриженный и называвшийся Симеоном или Сенькой на момент собора, принес покаяние в хлебопоклонной ереси, объявил свою книгу «Манну» обманною. Церковный собор определил сжечь «Манну» всенародно. Собор простил Медведева, но не допустил Медведева к причастию после его покаяния, а наложил епитимью: определил время для того, чтобы проверить, насколько искренне его покаяние и сослал его в монастырь под начал.
На соборе было также зачитано и покаяние изверженного из сана священника Саввы Долгаго, который имел до этого одни взгляды с Медведевым на время преложения Даров.
На соборе было утверждено православное учение о времени преложения Святых Даров, которое исповедовали братья Лихуды, и была осуждено католическое учение — «хлебопоклонная ересь», которое исповедовал Сильвестр Медведев. Хлебопоклонная ересь изложена в «Лифосе» Петра Могилы. Патриарх Иоаким, осудивший на соборе латинское учение о пресуществлении, велел составить от своего имени книгу, под названием «Остен». Книга эта написана Евфимием. В ней изложена вся история происходившего спора. В добавление к ней патриарх иерусалимский Досифей прислал собрание свидетельств, доказывающих справедливость учения Лихудов. Московский собор признал неправославными не только сочинения Медведева, но и писания Симеона Полоцкого, Галятовского, Радивиловского, Барановича, Транквиллиона, Петра Могилы и других. О Требнике Петра Могилы сказано, что эта книга преисполнена латинского зломудренного учения и вообще о всех сочинениях малорусских ученых замечено, «что их книги новотворенные и сами с собою не согласуются, и хотя многие из них названы сладостными именами, но все, даже и лучшие, заключают в себе душе-тлительную отраву латинского зломудрия и новшества».
Собор этот был последним деянием Иоакима в пользу православия; вскоре после него патриарх скончался. Преемник его оказался ещё более строгим к латинству. Киевские ученые были высылаемы или сами спешили убираться из Москвы.